# Скачок (Могильовська область)
Скачок (біл. Скачо́к, трансліт.: Skačok, рос. Скачёк) — селище в складі Боравицької сільської ради, Кіровський район, Могильовська область, Білорусь.

## Галерея

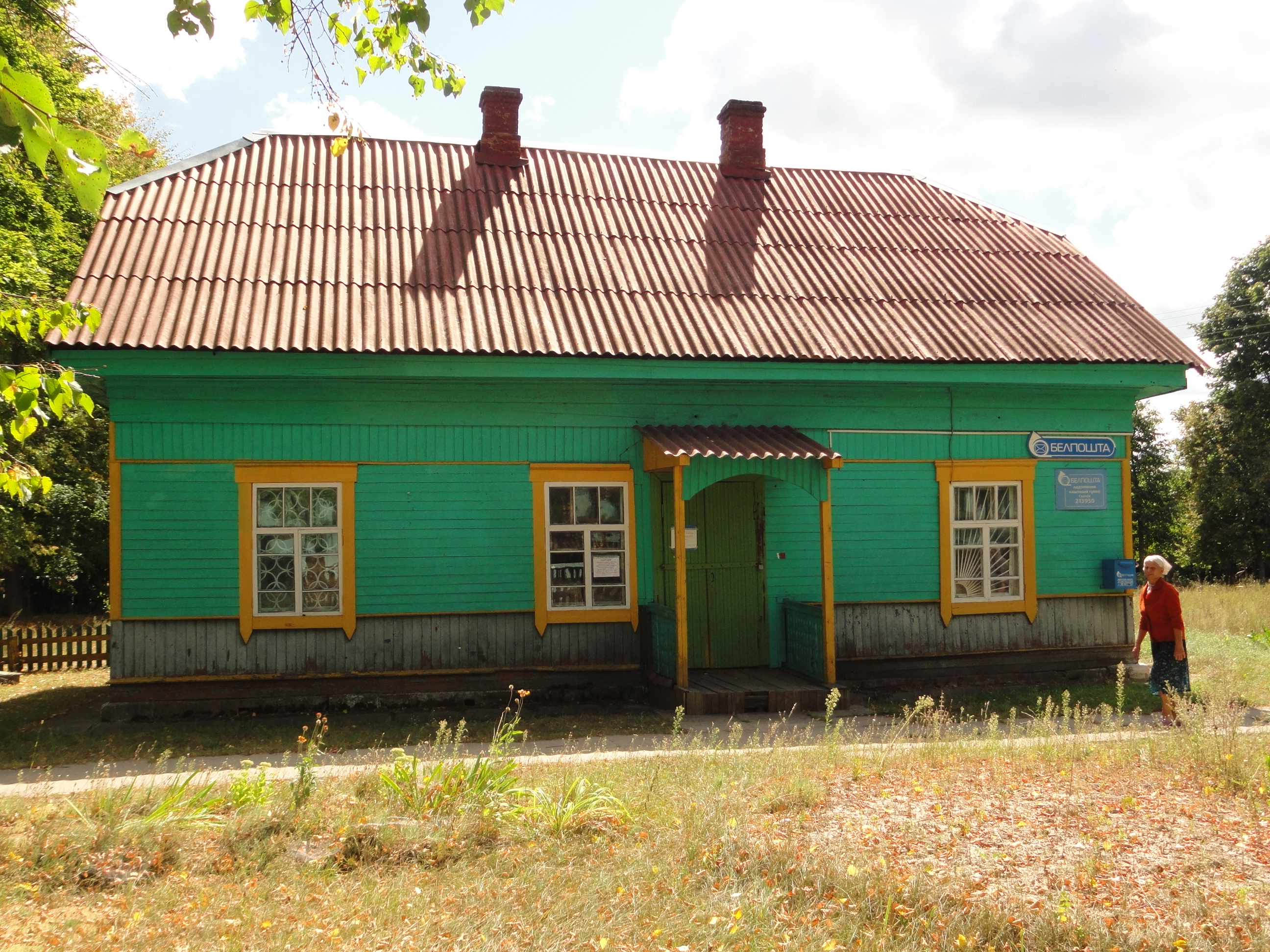
Пошта
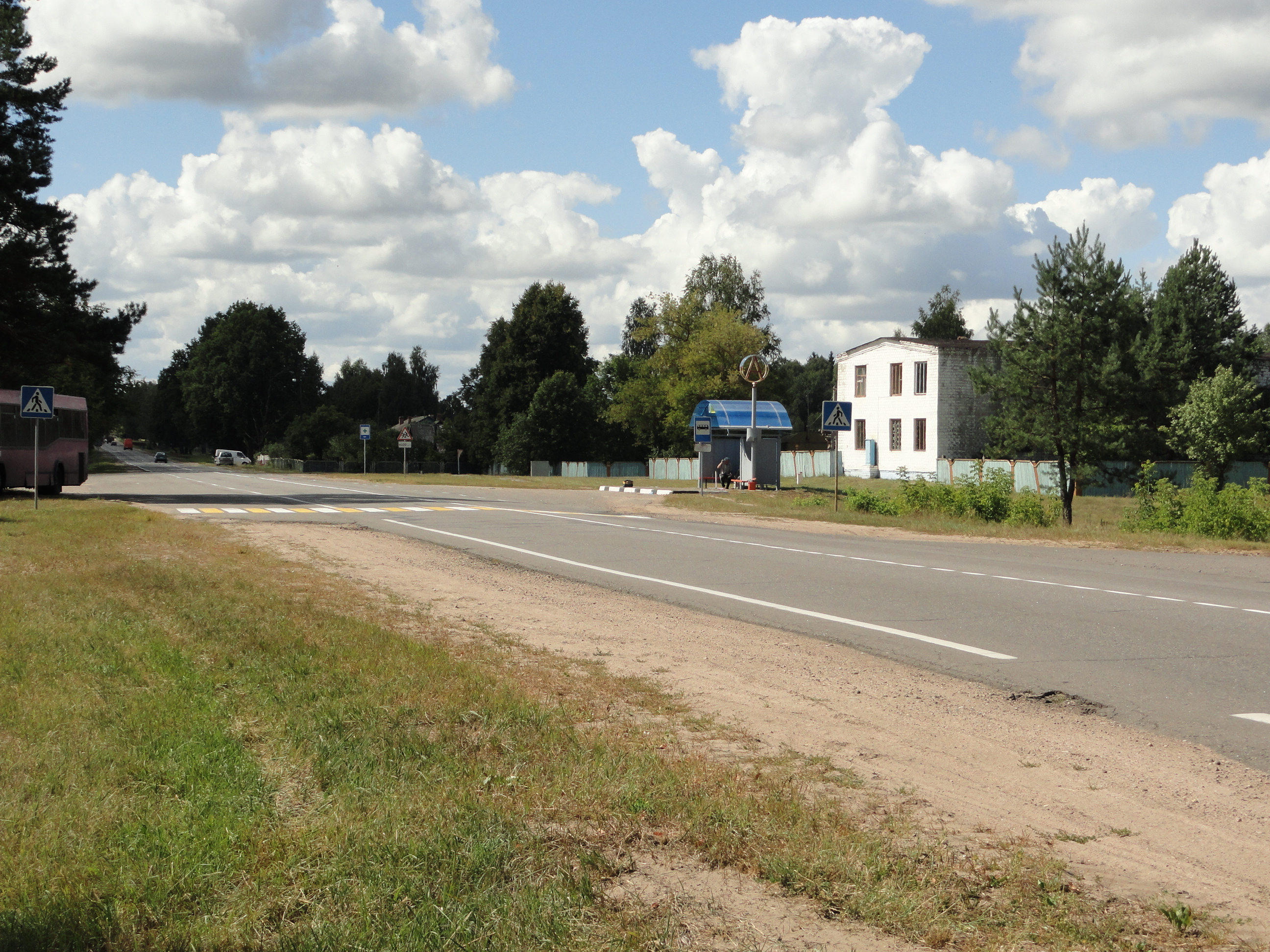
Автобусна зупинка